# Caso de Leningrado
El caso de Leningrado (en ruso: Ленинградское дело, romanizado: Leningrádskoie delo) fue una serie de casos penales fabricados a finales de la década de 1940 y principios de la de 1950 por Iósif Stalin con el fin de acusar a una serie de destacados políticos y miembros del Partido Comunista de la Unión Soviética de traición e intención de crear una organización antisoviética con sede en Leningrado.

## Contexto
Moscú y Leningrado eran los dos centros de poder rivales en la Unión Soviética. Los investigadores sostienen que la motivación de los casos fue el miedo de Stalin a la competencia de los jóvenes y populares líderes de Leningrado, que habían sido ensalzados como héroes tras el asedio de la ciudad. El deseo de Stalin de mantener el poder se combinaba con su profunda desconfianza hacia cualquier persona de Leningrado desde la época de la participación de Stalin en la Revolución de Octubre, la guerra civil rusa, la ejecución de Grigori Zinóviev y la Oposición de Derecha. Entre los competidores de Stalin procedentes de Leningrado que también fueron asesinados se encontraban dos antiguos líderes de la ciudad, Serguéi Kírov y León Trotski, cuyos subordinados designados continuaron trabajando en el gobierno de la ciudad durante años. Durante el sitio de Leningrado, los líderes de la ciudad fueron relativamente autónomos respecto a Moscú. Los supervivientes del asedio se convirtieron en héroes nacionales y los líderes de Leningrado volvieron a ganar mucha influencia en el gobierno central soviético en Moscú.

## Sucesos
En enero de 1949, Piotr Popkov, Alekséi Kuznetsov y Nikolái Voznesenski organizaron una feria comercial en Leningrado para impulsar la economía de posguerra y apoyar a los supervivientes del sitio de la ciudad con bienes y servicios de otras regiones de la Unión Soviética. La feria fue atacada por la propaganda oficial soviética y fue falsamente presentada como un plan para utilizar el presupuesto federal de Moscú para el desarrollo de los negocios en Leningrado, aunque el presupuesto y la economía de dicha feria comercial eran normales y legítimos y estaban aprobados por la Comisión de Planificación Estatal y el gobierno de la URSS. El acusador inicial fue Gueorgui Malenkov, primer adjunto de Stalin. Después, el Partido Comunista formuló acusaciones formales que fueron firmadas por Malenkov, Nikita Jruschov y Lavrenti Beria. Más de dos mil personas del gobierno de la ciudad de Leningrado y de las autoridades regionales fueron detenidas. También fueron arrestados muchos directivos industriales, científicos y profesores universitarios. Las autoridades municipales y regionales de Leningrado fueron rápidamente ocupadas por comunistas favorables a Stalin trasladados desde Moscú. Varios políticos importantes fueron arrestados en Moscú y otras ciudades de la Unión Soviética.
Como resultado de la primera persecución, el 30 de septiembre de 1950, Nikolái Voznesenski (presidente del Gosplán), Mijaíl Rodiónov (presidente del Consejo de Ministros de la RSFS de Rusia), Alekséi Kuznetsov, Piotr Popkov, Ya. F. Kapustin y P. G. Lazutin fueron condenados a muerte bajo falsas acusaciones de malversación del presupuesto del Estado soviético por "negocios no aprobados en Leningrado", lo que fue calificado de traición antisoviética.

## Ejecuciones
El veredicto se anunció a puerta cerrada después de la medianoche y los seis principales acusados, incluido el alcalde de la ciudad, fueron ejecutados a tiros el 1 de octubre de 1950. El gobierno de Stalin había restablecido la pena de muerte en la Unión Soviética el 12 de enero de 1950; anteriormente había sido derogada en 1947. Se aplicó a los acusados con carácter retroactivo.  Más de 200 funcionarios de Leningrado fueron condenados a penas de prisión de entre 10 y 25 años. Sus familias fueron despojadas del derecho a vivir y trabajar en cualquier ciudad importante, limitando así sus vidas a Siberia.
Unos 2000 personajes públicos de Leningrado fueron destituidos de sus cargos y exiliados de su ciudad, perdiendo así sus hogares y otras propiedades. Todos ellos fueron reprimidos, junto con sus familiares. Respetados intelectuales, científicos, escritores y educadores, muchos de los cuales eran pilares de la comunidad de la ciudad, fueron exiliados o encarcelados en los campos de prisioneros del gulag. Los intelectuales fueron duramente perseguidos por el más mínimo signo de disidencia, como Nikolái Punin, que fue asesinado en un campo de prisioneros por expresar su desagrado por la propaganda soviética y los retratos "de mal gusto" de Lenin.
El caso de Leningrado fue organizado y supervisado por Malenkov y Beria. Las ejecuciones y purgas fueron realizadas por Víktor Abakúmov y el Ministerio de la Seguridad del Estado (MGB). Las tumbas de los líderes ejecutados de Leningrado nunca fueron marcadas y sus ubicaciones exactas siguen siendo desconocidas.
Todos los acusados fueron rehabilitados posteriormente durante el deshielo de Jrushchov, muchos de ellos a título póstumo.
Alekséi Kosyguin, quien fuera posteriormente presidente del Consejo de Ministros, sobrevivió, pero su carrera política se vio obstaculizada durante algún tiempo.